# Sangerhausen
Sangerhausen è una città tedesca di 25 441 abitanti situata nel Land della Sassonia-Anhalt. Appartiene al circondario di Mansfeld-Harz Meridionale.
Fino al 1º luglio 2007 è stata capoluogo del circondario omonimo.